# 丙型肝炎
，常简称C肝，是一種由C型肝炎病毒引起的體液傳染性疾病，主要影響肝臟。初期的症狀輕微，甚至沒有症狀。偶爾會有發燒、小便黄赤、腹痛及黄疸等症狀。約有75%至85%的初患病者，其病毒會持續在肝臟中，早期的慢性丙型肝炎一般沒有症狀，但許多年後會變成肝病，偶爾也會變成肝硬化。有些有肝硬化的患者會有其他的併發症，例如肝功能衰竭、肝細胞癌、食道靜脈曲張或胃底靜脈曲張。
該病的傳播大多藉由共用針頭、消毒不完全的醫療設備、在進行健康照護工作時的針扎傷害還有輸血造成。現在有了血液篩檢作業後，經由輸血而感染的病例已小於兩百萬分之一。還有另一種傳播方式是母親在生產時給嬰孩。一般日常生活的接觸是不具傳染性的。C型肝炎是已知五種肝炎病毒的其中一種：A型、B型、C型、D型、E型。診斷方法是檢測血液中是否存在血清抗體或是病毒的RNA。只要是暴露在危險因子下的民眾，都會建議進行篩檢。
目前還沒有C型肝炎的有效疫苗。預防的方法有針對長期使用靜脈注射藥物的減害計畫，以及檢測捐血者所捐的血液。慢性感染的病患只要給予包括索非布韦（商品名索华迪）或是司美匹韦（商品名Olysio）的藥物治療，大約有90%可被治癒。早前的治療方式還有以干擾素 Pegasys（Peginterferon alfa-2a）混合利巴韦林的合併療法，治癒率大約僅50%且有強烈的副作用。現階段有新型療法，但花費也相對較高。已罹患肝硬化或肝癌的患者可能需要考慮肝臟移植。C型肝炎是進行肝臟移植的首要病因，但許多病患在接受肝移植後仍有病毒復發的可能。
據估計，全世界約一億三千萬至兩億人已感染C型肝炎，感染者集中于非洲、中亞及東亞。在2013年，因感染C型肝炎，全球逾三十四萬三千人死於肝癌，又有逾三十五萬八千人死於肝硬化。C型肝炎起初僅被認為是一種非A型或B型的肝炎，在二十世紀七十年代被科學家設想，並在1989年被證實。C型肝炎僅感染人類與黑猩猩屬。

## 體徵和症狀

### 急性C型肝炎
C型肝炎者患者中，有15%會有急性症狀。這些症狀通常比較輕微及模糊，其中包括食慾欠佳，疲憊，噁心，肌肉或關節疼痛，體重下降，偶爾會造成急性肝衰竭。多數的急性感染和黃疸病無關。有10%-50%的感染病患會自發痊癒，而這通常發生在年輕人和女性身上。

### 慢性C型肝炎
大約80%接觸C型肝炎病毒的人會引發慢性C型肝炎，定義為有至少六個月的時間內可檢測到病毒複製的情形。多數患者在被感染前十多年的症狀輕微，或甚至沒有任何症狀。慢性C型肝炎會造成疲憊和輕微認知問題。慢性感染數年後會導致肝硬化或肝癌。有7-53%的患者其肝臟酵素維持正常值。曾出現過明顯治愈後的晚期復發案例，但是要分辨晚期復發和再感染並不容易。
大約一半的患者會出現肝臟脂肪化的現象，並且常發生在肝硬化之前有八成的病例，此變化只會影響肝臟不到三分之一的區域肝臟。在全世界肝硬化的統計中，有27%是C型肝炎所致，25%則為肝細胞癌造成，大約10-30%的患者會在30年後發生肝硬化。肝硬化在B型肝炎、血吸蟲、艾滋病、酗酒和男性身上較為普遍。C型肝炎患者如果飲用過多酒精，肝硬化的機率會增加100倍。肝硬化的患者患有肝細胞癌的機率是一般人的20倍，肝硬化轉變為肝細胞癌的機率為每年1-3%。B型肝炎和C型肝炎的雙重感染會更加提高這個風險。
肝硬化會導致门静脉高压症、腹水（水分累積在肚子內）、容易淤血或流血、靜脈曲張（靜脈變大，尤其是胃部和食道）、黃疸病和稱為肝性腦病的認知缺陷症候群。多於一半的慢性肝炎在特定階段會發生腹水的現象。

### 肝外病變
感染了HCV之後除了會影響肝臟之外，還會引起許多組織跟器官的病變。最常見的是混合性冷球蛋白血症（通常為第二型） –是 一種 小型和中型血管的發炎反應。丙型肝炎也與一些自體免疫疾病相關，例如斯耶格倫氏綜合徵、低血小板、扁平苔蘚、卟啉遲發性皮膚、壞死性肢端紅斑、胰島素抵抗、糖尿病、糖尿病腎病、自體免疫性甲狀腺炎，和B細胞淋巴增殖性疾病。20 – 30% 的患者會有一種稱為類風濕因子的抗體。可能和海德結節性癢疹和膜增生性腎炎有關。也有報導顯示和心律不整相關的心肌病有關。此外，多種中樞神經系統疾病也和丙型肝炎有關。慢性丙型肝炎似乎與胰腺癌風險的增加相關。。

### 隱匿性感染
隱匿性感染是指曾被感染者雖然似乎已沒有病毒，但仍持續受感染，此情形感染無法以常規的測試檢測，只能以超靈敏的測試檢出。檢測的原先方式是證明在肝臟活組織中有病毒基因組，而新的方法是通過超速離心濃縮病毒顆粒，再從中檢測出病毒的核心蛋白和病毒基因組。另一種感染形式是持續中度升高的血清肝酶，但無發現抗丙型肝炎抗體。
這類型的感染與一些臨床驗證有關。它可能會在有抗丙型肝炎抗體，但正常肝酶血清的患者中；或在有陰性抗體卻不明原因持續升高肝酶的患者中；也可能在無肝病症狀的健康人群中；以及在丙型肝炎病毒感染高危人群中（包括洗腎者或隱匿性丙肝者的家庭成員）。目前仍在研究這形式感染的臨床意義。隱匿性感染的後果比慢性感染較輕微，但最嚴重時也可能延伸為肝細胞癌。
有關已被治療者再度受到隱匿性感染的機率多少仍有一些爭議，但機率應該不高。40％丙型肝炎的患者是血清中的丙型肝炎病毒陰性，血清中也無測出病毒基因組的患者，但卻測出肝中具有丙型肝炎病毒。目前還不確定此情況發生在兒童的機率有多少。

## 病原体
丙型肝炎病毒（HCV）是具有包膜的單股正鏈小核糖核酸病毒，歸類於黃病毒科的肝炎病毒屬，丙型肝炎主要分為7個基因型，有第一到第七基因型。這些基因型分成七個子型態，不同基因型之间的核酸的差异可以达到30%。基因型之下再分成80多个“亚基因型”。在美國，70%的病例是由第一基因型所引起，20%病例是第二基因型，而另外的基因型只造成大概1%的丙型肝炎，第一基因型也普遍於出現在南美洲與歐洲地區。日本也主要是第1型為主、第二型以日本、中國居多、第三型在泰國、新加坡、與部份的印度較常見、在埃及、中東與非洲中部主要是第4型，而第5型與第6型則是南非與東南亞較常見。丙型肝炎只感染人和猩猩。只有25%的成年人感染丙肝后可以自行清除。
血漿內病毒粒子的半衰期落在45分鐘到3小時之間。受感染的人，每天大約會產生1012個病毒。病毒的複製不限於肝臟進行，也會透過白血球而增生。
丙型肝炎病毒（HCV）约3011codons，表达了结构蛋白(Core衣壳蛋白；E1、E2都是包膜糖蛋白，是病毒结合宿主受体的蛋白)和非结构蛋白(P7、NS2、NS3、NS4A、NS4B、NS5A、NS5B)。NS3/4A二聚体把合成出的蛋白前体切成几个小蛋白；针对此的药物一般叫做某某普韦（-previr）。对抗NS5A的药物一般叫做“-啊韦”（-asvir）。NS5B是RNA聚合酶；对抗药物叫做“-布韦”（-buvir）

## 传播途徑

C型肝炎在美國的感染途徑——60%注射毒品；15%性行為；10%輸血（篩檢前）；5%其他（母子垂直感染、血液透析、醫療照護等）；10%未知

在已開發國家主要的傳播方式是靜脈注射毒品，而在發展中國家主要的方式是輸血和不安全的醫療程序。20%案例的傳播原因不明，但是很多被認為和靜脈注射毒品有關。

### 注射毒品
在很多國家，靜脈注射毒品都是感染丙型肝炎病毒的最主要風險因子。在檢視的77 個國家中，25個（包括美國）國家吸毒人口的丙型肝炎盛行率高達60%至80%；有12個國家甚至超過80%。一般相信有一千萬吸毒者受丙型肝炎病毒感染：以中國（160萬）、美國（150萬）和俄羅斯（130萬）佔最多。丙型肝炎在美國在囚人士的發生率是一般人口的十到二十倍，歸咎於監獄的高危險行為如靜脈注射毒品和使用未消毒的工具紋身。以鼻腔吸毒可能也是風險因子之一。

### 健康照護的意外感染
沒有經過丙型肝炎病毒化驗檢測進行輸血、輸入血品輸液或器官移植的操作帶有顯著的感染風險。美國和加拿大分別在1992年和1990年展開全面的篩檢，把風險從每200單位血液就有一人受感染減低至每10,000至10,000,000單位血液才有一人受感染。依檢測方法的不同，捐血者丙型肝炎病毒血液化驗的空窗期可能有11到70天，因此即使有篩檢，仍然有感染的風險。另外，有些國家因為成本考量，沒有進行丙型肝炎病毒篩檢。
被帶有丙型肝炎病毒患者使用過的針刺傷的人有大約1.8%機會染病。空心的針和深的傷口連帶著更高的風險。粘膜接觸也帶有風險，不過風險較低。血液碰觸到沒有傷口的皮膚不會有感染風險。
醫用器材也有被記錄到成為傳播丙型肝炎的途徑，包括重複使用的針管，針筒、重複使用的藥瓶、輸液袋和沒有妥善消毒的手術用器材等。埃及的公私立醫療和牙科設施沒有實施嚴謹標準化的預防措施，這是埃及已知傳播丙型肝炎病毒的主要原因。埃及有全球最高的感染率。

### 性行為
C型肝炎是否會透過性交傳染，此議題目前仍然有爭議，雖然高風險的性交和C型肝炎確實是有連結關係，且多重性伴侶是C型肝炎的風險因子，然而並沒有決定性的證據顯示C型肝炎可以透過性交來傳染，因為在許多受到傳染的患者中說自己只有接觸到性交這個風險因素，但事實上，也有都有使用過毒品，只是不願承認而已。多數證據支持對於異性配偶且單一性伴侶者（性交）是沒有（傳染C型肝炎）風險。性行為對於生殖器與肛門黏膜有較高傷害程度的，例如肛交，或是恰好有性傳播疾病的（包含HIV或是生殖器潰瘍等），就有一定的風險。美國退伍軍人事務部建議多重性伴侶者使用保險套來防止C型肝炎的傳染，至於只有單一性伴侶者則沒關係。

### 身體穿刺

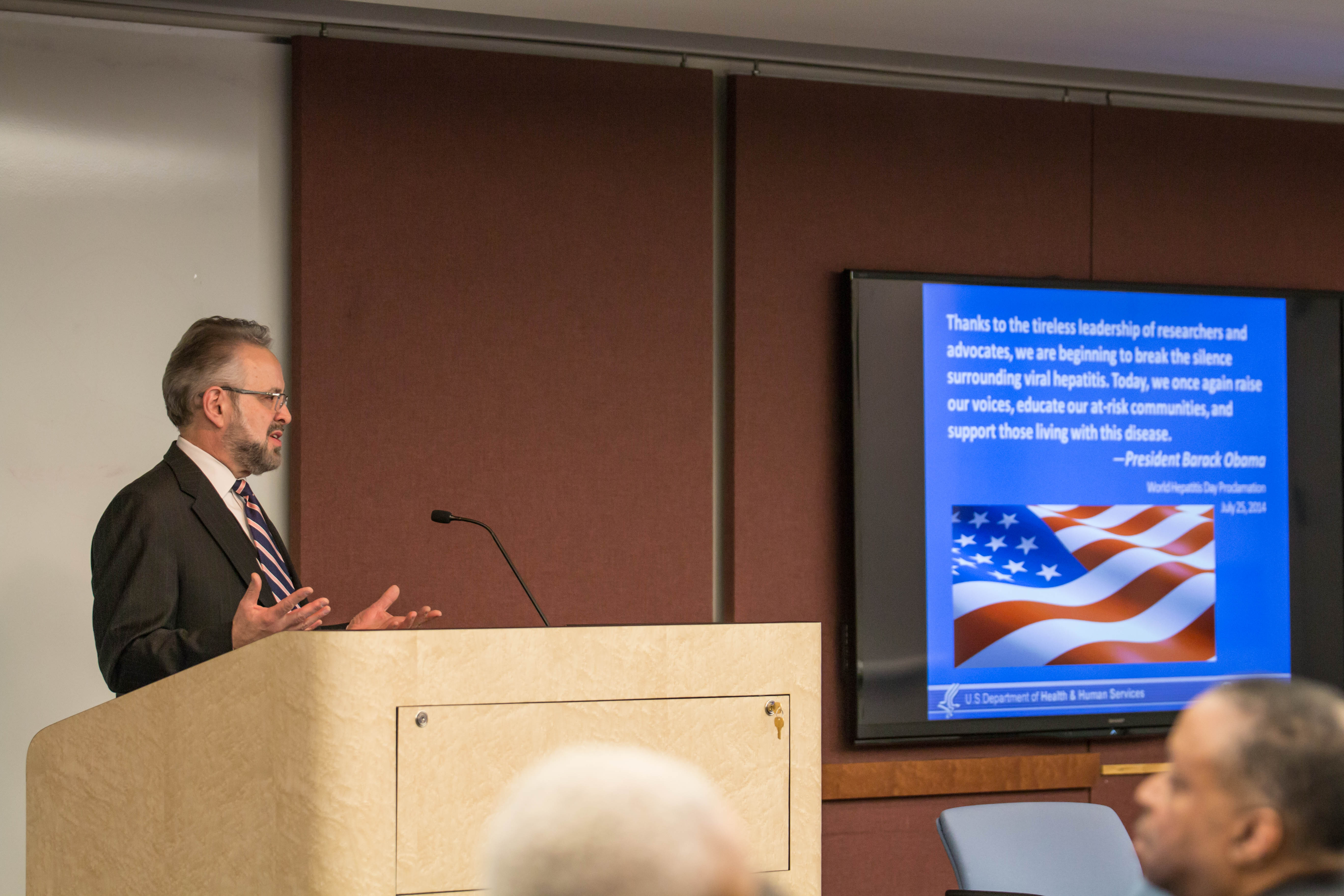
2015年非裔美國人C肝研討會

刺青會增加罹患C型肝炎二至三倍的風險。這可能是由於使用不當的消毒設備或遭受污染的染料而造成的。在一九八零年代中期之前，因為缺乏消毒技術，透過“地下行業”或者非專業者所執行的刺青或穿洞的行為令人擔憂。顯然刺青越大所帶來的風險將越大。一般推測將近半數的囚犯共同使用未經消毒的刺青設備。如果透過有執照的機構進行刺青，因而罹患C型肝炎的機率非常微小。

### 共同使用個人貼身用品
個人貼身用品，例如刮鬍刀、牙刷和指甲刀等器皿可能會沾染血液。共同使用上述器皿可能帶來暴露於C型肝炎的風險。任何導致流血的醫療狀況（如傷痕及褥瘡）必須採取適當的警覺。C型肝炎不會透過日常生活中的接觸、例如擁抱、親吻、共享餐具或廚具而傳播，亦不會透過食物與水傳播。

### 垂直感染
遭受感染的母親在懷孕期間垂直傳染，目前尚未存在改變此風險的良方。此疾病在懷孕期間的哪個階段傳播還是未知數，但它可能在妊娠或者生產時發生，生產的時間越長將導致更高的傳染風險。餵母奶是否導致疾病的傳播並沒有證據，但為了更加謹慎，若遭受感染的母親，而乳頭有裂痕或者流血，或病毒載量偏高時，儘可能避免哺乳。

## 诊断

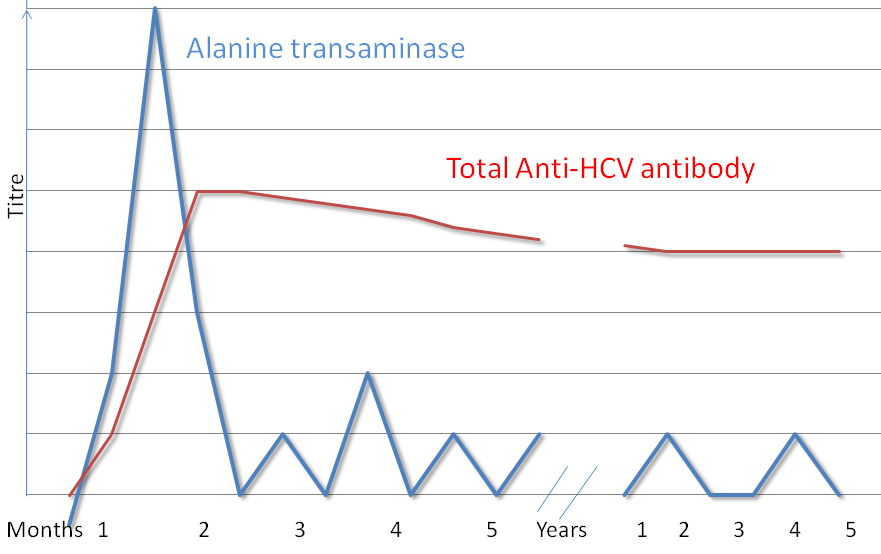
丙型肝炎感染的血清類型

現存有許多種丙型肝炎的檢測方式，其中包含了丙型肝炎酶联免疫吸附试验（ELISA）、西方墨點法及及可量化的丙型肝炎RNA聚合酶連鎖反應（PCR）。在感染丙型肝炎後一至兩週，其病毒RNA通常即可被偵測；但抗體則需要花較長的時間形成而被測得。
丙型肝炎病毒感染後，藉偵測RNA表現，若丙型肝炎病毒存在持續六個月以上即被定義為慢性丙型肝炎。慢性丙型肝炎在感染初期的數十年間通常沒有徵兆，通常丙型肝炎的高風險患者會藉由定期的肝功能測試中測得提升的肝臟酵素量而發現罹患此疾病。然而，此測試無法區別肝炎是為急性抑是慢性感染。此外，由於母體提供的抗體可作用長達十八個月，因此造成嬰兒的丙型肝炎診斷上較為困難。

### 血清學
丙型肝炎的檢測首先通常以血液檢查，使用酵素免疫分析來檢測丙型肝炎抗體表現若檢查結果為陽性，進一步的檢測則會進行丙型肝炎病毒載量的檢驗。重組免疫墨點分析則用於驗證酵素免疫分析結果、病毒載量則藉由RNA聚合酶連鎖反應（PCR）測量。若檢測結果不具丙型肝炎病毒RNA、免疫墨點分析結果為陽性，代表受試者曾經感染過丙型肝炎，但病毒藉由治療或自體免疫系統作用而痊癒。若免疫墨點分析結果為陰性，則代表酵素免疫分析結果為誤，原因是因為在丙型肝炎感染6-8週後，酵素免疫分析結果才會呈陽性。有許多其他丙型肝炎的測試，如床邊檢測（POCT），可在三十分鐘內提供檢測結果。
肝臟的酵素在感染初期會有多種變化情形，平均來說在感染七週後肝臟酵素的值會提升。而肝臟酵素的提升量與丙型肝炎的嚴重性並沒有緊密相關。

### 切片檢查
肝切片檢查是用來確認病人目前肝臟毀損的程度；然而，這項檢查的療程具有風險。典型可見的包含肝臟內部實質的淋巴細胞、肝門管區內的淋巴濾泡以及膽管的改變。目前尚有一些可行的血液檢測可用以確認病人肝纖維化的程度，減少切片檢查的需求。

### 篩檢
根據統計，只有5-50％美國與加拿大的病患查知自己得到丙型肝炎的身體狀況。丙型肝炎高風險族群：包含藥物注射者、在1992年前接受過輸血者、曾經坐牢、長期進行血液透析，以及有刺青者，都是被建議需要去做篩檢的族群。同時，肝功能酵素增高的病患也建議須做篩檢，因為這通常是慢性肝炎的唯一徵兆。然而，在美國，例行性的篩檢卻不被推薦；美国疾病控制与预防中心在2012年新增了另一項篩檢，推薦給在1945到1965年間出生者.。

## 预防
截至2016年，尚未有核准通過的疫苗可阻止丙型肝炎傳播，目前有一些研究中的疫苗有正面的結果。
結合如旧针换新针方案與物質濫用治療的減少傷害對策，以降低靜脈注射使用者約75%的丙型肝炎感染風險。醫療院所推行的捐血者篩選普遍預防措施更具有國家級的重要性。無菌注射器供給不足的國家，於可能前提之下應使用口服藥物而非透過注射給藥。

## 治疗
有50-80%感染丙型肝炎的人會引發慢性感染，而其中大約有40-80%的感染者在治療後能康復，有極少數的案例可以在不接受治療的情形下完全痊癒。C型肝炎的患者建議要避免酒精和肝毒性藥物，並施打A型肝炎和B型肝炎的疫苗。有肝硬化的患者建議可做肝細胞癌的超音波監控。

### 藥物治療
若病患被確診患有慢性C型肝炎，且因其他疾病死亡的風險不高，都會建議服用抗病毒藥物。發生併發症風險最高的人需優先治療，併發症的風險是依據肝臟上結疤的程度。最初始的治療取決於所感染的C型肝炎病毒種類。
- HCV基因型1a：12週的雷迪帕費和索非布韦(索華迪400毫克 膜衣錠SOVALDI®)或12-24週的paritaprevir（英语：paritaprevir）、ombitasvir（英语：ombitasvir）、dasabuvir（英语：dasabuvir）和瑞比達[77]。
- HCV基因型1b：12週的雷迪帕費和索非布費或12週的paritaprevir、ombitasvir和dasabuvir[77]。
- HCV基因型2：12-16週的索非布費和瑞比達[77]。
- HCV基因型3：12週的索非布費、瑞比達和長效型干擾素（英语：Pegylated interferon）[77]。
- HCV基因型4：12週的雷迪帕費、索非布費，或paritaprevir、利托那韋、ombitasvir、瑞比達，或24週的索非布費、瑞比達[77]。
- HCV基因型5或6：索非布費和雷迪帕費[77]。

索非布費配合瑞比達和干擾素對於C型肝炎1,4,5或6型，90%為有效，索非布費配合瑞比達對於第2型和第3型，有70-95%為有效，但有更高比例的副作用出現。包含雷迪帕韋和索非布費的治療對於第1型有高達93-99%的成功率，但非常昂貴。 在第6型中，長效型干擾素和瑞比達於60-90%的案例是有效的。第6型也有使用司美匹韦的試驗數據
在2011年之前，會用長效型干擾素alpha和瑞比達（利巴韦林）的組合作為治療藥物，給藥期間視根據HCV基因型的種類，為24週至48週，這分別對第2型和第3型有70%和80%的治癒率，對第1型和第4型有45-70%的治癒率。但這些藥物常見有副作用，有一半的人會有類流感症狀，有三分之一的人會經歷情緒上的問題。在C型肝炎的前六個月治療藥物會比較有效，但C型肝炎轉變成慢性後，效果就較弱。
2014年後美國藥商問世的特效藥索華迪SOVALDI是史上第一個不需要合併干擾素就能有效治癒慢性C型肝炎的藥品，但藥商吉利德將其定價為天價，12周療程要十多萬美金以上，單顆超過一千美金，引發廣泛社會爭議。

### 手術
肝臟移植常用於治療因丙級肝炎引起肝硬化的病人，不過80-90％的病例在手術過後會有病毒復發的情形。肝臟移植造成10-30％的病人在五年內罹患肝硬化。但在術後若接受長效型干擾素和瑞比達（ribavirin）等藥物治療能將病毒復發的可能性減低到70%。

### 替代醫學
奶薊草、人蔘和膠質銀這些替代醫學或中醫被各自的擁護者認為有助於丙型肝炎的治療，然而，沒有任一另類療法顯示能改善丙級肝炎的症狀，亦無任何證據證明替代醫學能對丙級肝炎病毒有任何作用。

## 預後
| 無資料 <10 10–15 15–20 20–25 25–30 30–35 | 35–40 40–45 45–50 50–75 75–100 >100 |

2004年每十萬個居民因C肝造成的失能調整生命年
無資料
<10
10–15
15–20
20–25
25–30
30–35
35–40
40–45
45–50
50–75
75–100
>100

治療成效以持續性病毒學反應（SVR）測量，定義為療程停止至少24週後，血清中未測出丙型肝炎病毒可檢測的核糖核酸，快速病毒反應（RVR）定義為療程執行四週後核糖核酸即降低至無法測得的標準。成功治療可降低未來肝癌75%的發生率。
2012年之前，40-50%具有第一型HCV基因型的病患於接受48週治療後仍有持續病毒反應，70-80%具有第二或第三型HCV基因型的病患於在接受24週治療後仍有持續病毒反應，65%具有第四型HCV基因型的病患於接受48週治療後仍有持續病毒反應。相較於證據支持48週治療確實對第一型HCV基因型有效，第六型HCV基因型的相關治療證據相當稀少。

## 流行病學
估計約有1.5-2億的人們，也就是3%的全球人口患有慢性C型肝炎，每年約有3-4百萬的人感染C型肝炎，而且每年有超過35萬的人死於C型肝炎的相關疾病。。在2010年中，估計約有16,000人死於急性感染，同時感染伴隨而來的肝癌也造成196,000人的死亡案例。因為靜脈注射毒品的濫用和未消毒完全醫療器材的重複使用，也導致感染比例在20世紀中大幅增加。
感染比例高的地區（感染人口>3.5%）在中亞、東亞、北非以及中東。南亞、東南亞、撒哈拉沙漠以南的非洲、安地斯山脈、中南美洲、加勒比海、大洋洲、澳大利亞以及中、東、西歐的比例位於中間（1.5%-3.5%）。亞太地區、熱帶拉丁美洲和北美的感染比例則比較低（<1.5%）。

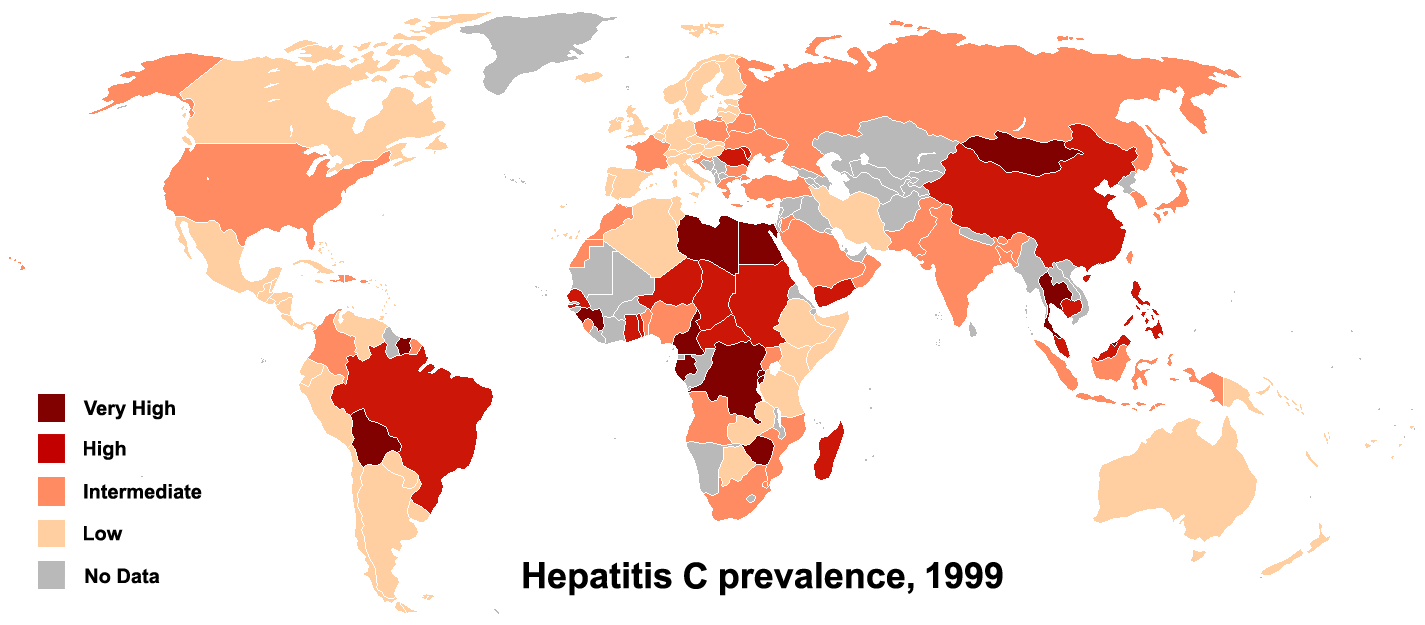
1999年丙型肝炎的盛行率

在感染者中，20年後硬化的風險在研究上有所不同，但估計男性有10–15%的機率，女性則是10–15%。而這種差異的原因目前仍不清楚。一旦硬化開始，發展成肝癌的比率每年增加1–4%，從1990年以來，由於輸血前的檢測已獲得改善，西方的新感染者比例已逐漸下降。
在美國，約有2%的人有C型肝炎，從2007年以來每年穩定增加約17,000人。因為C型肝炎而死亡的人數在2008年增加到15,800人，且在2007年底前也超越了HIV/AIDS在美國的死亡人數。因為有些病例是在HCV檢驗的空窗期就已輸血感染，此致死率預期會增加。
在歐洲，慢性感染的人口比例則估計介於0.13%到3.26%之間。在英國，約有160,000 人慢性感染，在2006到2011年之間有28,000人（約3%）接受治療。
丙型肝炎的感染總數在非洲和亞洲比較多，感染比例特別高的國家包含埃及（22%）、巴基斯坦（4.8%）和中國（3.2%）。人們認為埃及的高患病率和血吸蟲病集體治療中使用未消毒的玻璃注射器（現在已停止）有關。

## 歷史
在 1970年代中期，美國國立衛生研究院輸血醫學部傳染疾病組長哈維·詹姆斯·阿爾特和他的研究團隊表示大多數輸血後肝炎病例並不是因為A型或B型肝炎病毒。儘管有此發現，國際研究對於確認病毒的努力在10年內仍失敗了，而把它稱為非A非B肝炎（NANBH）。在1987年，希龍公司的麥可·霍頓、朱桂霖、郭勁宏與丹尼尔·布拉德利博士在美國疾病控制與預防中心合作，他們利用一種新的分子選殖技術去確認未知生物體和發展診斷檢測。1988年阿爾特在非A非B肝炎的樣本中驗證了病毒的存在，確認有C肝病毒。1989年4月的科學雜誌中刊登了二篇有關發現C肝病疫苗的文章。此發現大幅提昇了C肝的診斷及抗病毒治療。阿爾特和布拉德利在2000年獲得了拉斯克奖，原因是「其開創性的工作，因此發現造成C型肝炎的病毒，並且發展篩選方法，使得美國輸血相關的肝炎由1970年的30%降到2000年幾乎為0的發生率。」1991年，国际病毒分类学会将HCV归为黄病毒科丙型肝炎病毒属。
希龍公司公司申請了許多有關C肝病毒及其診斷方式的專利。希龍公司付了190萬美元給美國國立衛生研究院，付了337,500美元給布拉德利，之後美國國立衛生研究院就撤回一項與希龍公司專利競爭的專利。1994年布拉德利告希龍公司，試圖使其專利無效，後來布拉德利列為共同發明人，獲得損害赔偿及使用费收入。布拉德利在1998年在法院上訴即將敗訴之前，撤回了訴訟。
為了表彰哈维·奥尔特、迈克尔·霍顿以及查尔斯·M·赖斯3人發現丙型肝炎病毒的貢獻，諾貝爾獎基金會宣布將2020年的諾貝爾生理學或醫學獎共同頒發給3人，每人各得1/3。

## 社會與文化
世界肝炎日由世界肝炎聯盟於每年七月二十八日舉行，丙型肝炎所造成的經濟支出對於個人或社會皆相當可觀。2003年該疾病患者於美國的醫療平均負擔約為每人33,407美金，加上肝臟移植至2011年上看約200,000美金。2003年加拿大的抗病毒療程約為30,000加幣，1998年於美國約介於9,200-17,600美金之間。許多地區的民眾因缺乏保險所持有的保險不給付而無法負擔抗病毒治療。2010-2012年資料顯示英國國民保健署（NHS）丙型肝炎治療率於富裕族群中較高。台灣在2016年計劃將C肝治療列入健保給付。

## 研究
截至2011年，丙型肝炎約有一百種發展中的藥物治療，其中包含治療肝炎的疫苗、免疫調節劑與環孢素抑制劑等，這些潛在的新治療方式發展立基在對丙型肝炎病毒的進一步了解。有一次的實驗結合索非布韦（藥物商品名索华迪，病毒蛋白酶抑制劑）及维帕他韦二種藥物，具有99%的治癒率。

### 動物模型
缺乏合適的動物模型為丙型肝炎治療發展的一大阻礙。儘管些許成功的實驗，現今研究著重於小鼠等哺乳動物系統的潛伏期測試，特別是為貧困地區發展疫苗。目前黑猩猩仍為可用的活體研究對象，但使用上伴隨著倫理問題與規範限制。科學家嘗試以肝細胞等人體細胞培養，此舉是否能準確反映人體的感染應對機制仍有部分質疑。
肝炎研究的其中一面向為於哺乳動物系統中重現感染發生情境。其中一種策略為移植人類肝臟組織至老鼠身上，稱為異種器官移植。透過培養嵌合體老鼠丙型肝炎感染暴露完成。培育擬人化小鼠以提供於肝臟的三度空間結構中研究丙型肝炎病毒的機會與評估抗病毒物質，此外，採用丙型肝炎易感的同系繁殖小鼠可簡化動物模型的研究流程。

## 特殊族群

### 兒童及孕婦
相較於成人，關於幼童丙型肝炎感染的理解極少。全世界丙型肝炎盛行率懷孕婦女約為1-8%，幼童約為0.05%-5%，垂直感染率約為3-5%，幼童則有高發生率的自然清除（25-50%）。垂直感染（18%, 6-36%, 41%）與幼童盛行率（15%）都高。
已開發國家中丙型肝炎感染主因為生產過程的傳播。若母體血液沒有病毒，很少有傳播丙型肝炎的情形。感染率提高的相關因素包含產前羊膜囊破裂超過六小時與生產過程嬰兒接觸母體血液。不建議剖腹產。母乳哺育於乳頭完好無傷口的前提下是安全的。單一生產過程的感染並不會增加後續懷孕的感染風險。所有基因型皆有相同的感染機率。
對於兒童而言，丙型肝炎感染好發於先前假定感染非A、非B型肝炎與不明肝臟疾病的兒童。孩童時期可能無症狀發生或肝功能指數上升孩童時期發生的感染並無伴隨明顯症狀，也可能會有肝硬化、肝功能衰竭與肝癌的情形。

### 免疫抑制
丙型肝炎患者的免疫抑制率相較正常人口為高。其中又以人類免疫缺陷病毒感染者、接受器官移植者與低丙種球蛋白血症患者尤其如此，這些患者的感染與一種罕見的快速肝硬化進程相關。

## 另請參照
- 針刺傷害
- 安全注射器

## 延伸閱讀
- (PDF). World Health Organization. April 2014  [2014-10-29]. ISBN 978 92 4 154875 5. （原始内容存档 (PDF)于2014-10-23）.
- Infectious Disease Society of America. .   [26 June 2015]. （原始内容存档于2018-12-24）.

## 外部連結
- 中的“Hepatitis C”
- 维基共享资源上的相關多媒體資源：丙型肝炎
- 醫學主题
- 病毒主题